# Setovelleda tanganjicae
Setovelleda tanganjicae là một loài bọ cánh cứng trong họ Cerambycidae.